# Friedrich Karl Schubert
Friedrich Karl Schubert (als Autor stets Friedrich Carl Schubert; * 6. November 1832 in München; † 9. Februar oder 14. Februar 1892 ebendort) war ein deutscher Schriftsteller und Offizier.

## Leben
Friedrich Karl Schubert war der Sohn eines Gendarmerie-Majors und erhielt seine Erziehung und Ausbildung im königlichen Kadettenkorps zu München. 1850 trat er als Offizier in die bayerische Artillerie ein. 1869 nahm er aus gesundheitlichen Gründen seinen Abschied aus dem Militärdienst.
Nachdem er ein Jahr lang in den Redaktionen verschiedener bei Hermann Schönlein in Stuttgart erschienener illustrierter Journale tätig war, siedelte er wieder nach München über, um dort bis zu seinem Tod als freier Schriftsteller zu wirken.
Karl Schubert starb 1892 im Alter von 59 Jahren in München.

## Grabstätte

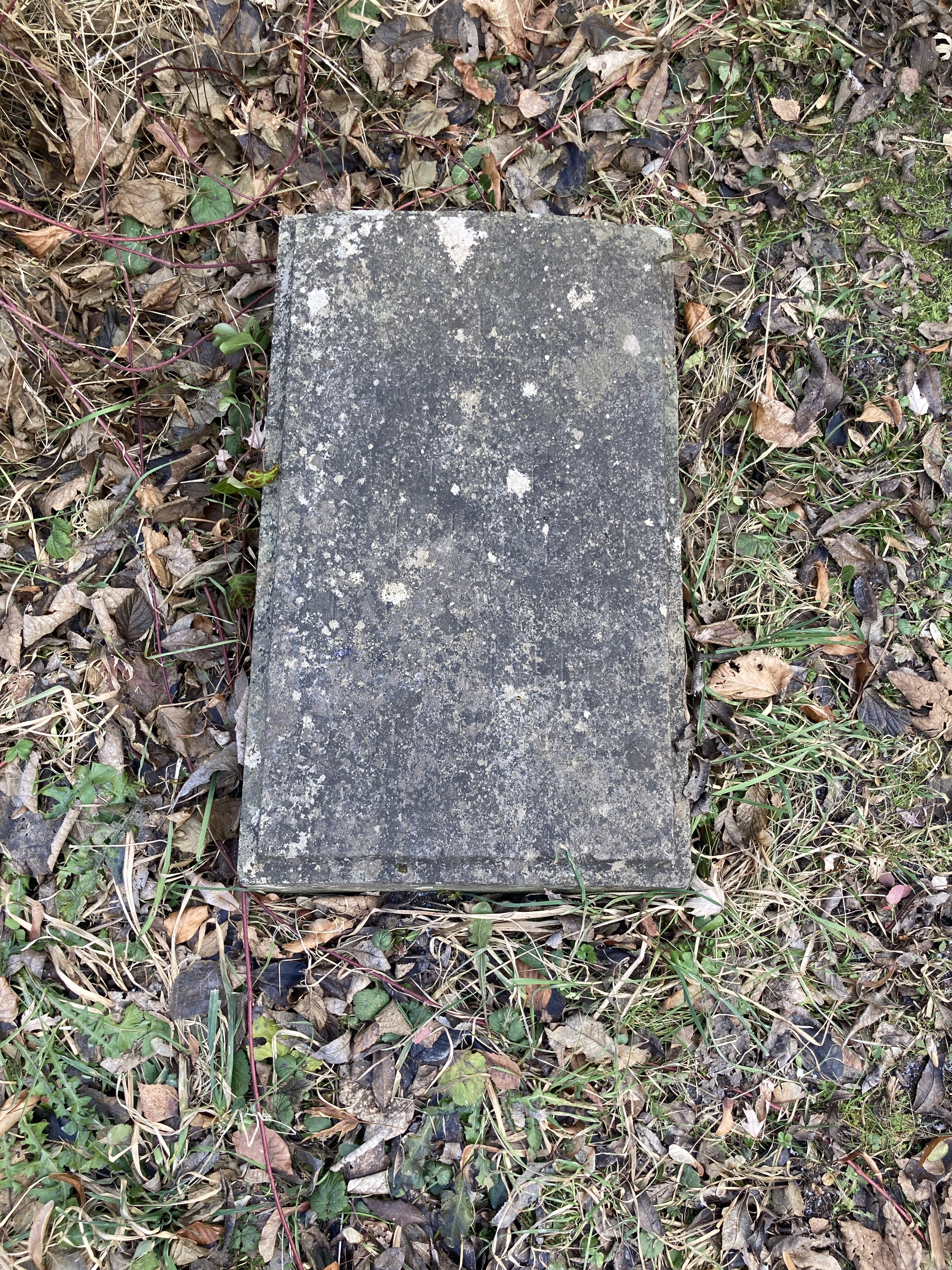
Grab von Karl Schubert auf dem Alten Südlichen Friedhof in München

Die Grabstätte von Karl Schubert befindet sich auf dem Alten Südlichen Friedhof in München (Gräberfeld 40 – Reihe 12 – Platz 12 – Bodenplatte direkt links des Grabes für Justus von Liebig) Standort.

## Werke

### Buchausgaben
- Moritz von Sachsen. Historisches Drama in drei Theilen. Rieger, Augsburg 1864 (Digitalisat bei Google Books)
- Gedichte. Rieger, Augsburg 1866 (Digitalisat bei Google Books)
  - darin: Feodor Flamming, lyrisch-dramatisches Gedicht in drei Abtheilungen (S. 105–178)
- Valentine. Tragödie, 1868[6]
- Der deutsche Bauernkrieg. Trauerspiel in fünf Akten. Philipp Reclam jun., Leipzig 1870 (Digitalisat bei Google Books)[7]
- Und sie bewegt sich doch! Roman. Rümpler, Hannover 1870 (Digitalisat von Band 1 und Band 2 bei Google Books)[8]
- Die Jagd nach dem Glücke. Roman. 3 Bde. Günther, Leipzig 1872 (= Günther’s Bibliothek deutscher Original-Romane, Jg. 27, Bd. 17; Digitalisat von Band 2 bei Google Books)[9]
- (unter dem Namen Karl Friedrich Schubert:) Die Poesie im neuen Deutschland. Studie. Cnobloch, Leipzig 1872 (Digitalisat bei Google Books)[10]
- Magdalena. Schauspiel in vier Acten. Mutze, Leipzig 1873 (Digitalisat bei Google Books)[11]
- Vom Regen in die Traufe. Lustspiel in drei Aufzügen nach Calderon[12]. Mutze, Leipzig 1873 (Digitalisat bei Google Books)
- Wlasta oder der Mägdekrieg. Tragödie in vier Aufzügen. Schreiber, München o. J. [1874 oder 1877[13] ] (Digitalisat bei Google Books)[14]
- Wlasta. Roman. Bohemia, Prag 1875 (Digitalisat bei Google Books)[15]
- Der Sieg des Lichtes. Historische [Vaterländische] Tragödie in fünf Aufzügen. Philipp Reclam jun., Leipzig 1875 (Digitalisat bei Google Books)
- Spartacus. Dramatisches Gedicht in vier Akten. Mutze, Leipzig 1878 (Digitalisat bei Google Books)
- Drei Küsse. Vaterländisches Schauspiel in fünf Aufzügen. Mutze, Leipzig 1880
- Napoleon I. oder: Eines großen Schicksals Flut und Ebbe. Charakterbild in fünf Aufzügen. Roth,  1882
- Die Falschmeldung. Schwank, 1884
- Florian Geyer. Historische Tragödie, 1884[16]

### Erzählungen und Novellen in diversen Periodika (Auswahl)
- Friedrich, der Winterkönig. Historischer Roman. Als Fortsetzungsroman in: Leitmeritzer Wochenblatt, Nr. 1–24 1866 (Digitalisat bei ANNO)
- Auferstanden! Novelle. In: Die Presse (Abendblatt), ab 29. April (wahrscheinlich bis 30. Mai) 1875 (Ankündigung, Anfang, 1. Fortsetzung und 11. Fortsetzung bei ANNO)

### Artikel in diversen Periodika (Auswahl)
- Novellen und Erzählungen. 11 Kurzrezensionen in: Blätter für literarische Unterhaltung, 24. Februar 1876, S. 134–140 (Digitalisat bei ANNO)
- Neue Novellen und Erzählungen. 9 Kurzrezensionen in: Blätter für literarische Unterhaltung, 6. April 1876, S. 233–237 (Digitalisat bei ANNO)